# O čem mluví muži
O čem mluví muži (1997) je první řadové album skupiny Traband. Tvoří ho 12 písniček. Album bylo nahráno v sestavě Jarda Svoboda (kytara, foukací harmonika, mandolína, zpěv, melodie a texty písniček), Evžen Kredenc (banjo, sbory), Michal Kliner (baskytara) a Václav Pohl (bicí, sbory). Bylo vydáno v malém nákladu, dnes je již nesehnatelné, je ale možné si ho stáhnout v plné délce z již archivovaných webových stránek kapely ve formátu mp3. K poslechu je i na YouTube.

## Seznam písní
1. Orel & panna
2. Krysy
3. Sáro!
4. Ranní rány
5. Markéto!
6. Jak to všechno pěkně roste
7. Přijíždí posel
8. Nezdárný syn
9. Nejsem sám
10. Duchové zemřelých
11. Leží dáma na kolejích
12. Dva rychlý vlaky

Písně Jak to všechno pěkně roste a Nezdárný syn jsou převzaty z repertoáru Otcových dětí, předchozí skupiny Jardy Svobody.